# Tankatmung
Tankatmung bezeichnet den Stoffaustausch von in Bevorratungs- bzw. Lager- oder Kraftstofftanks eingelagerten Flüssigkeiten oder Gasen mit der Umgebungsluft, hauptsächlich bedingt durch Temperatur- und Druckschwankungen in der Tankumgebung.

## Ursache
Eine Absenkung des Umgebungsdrucks bzw. eine Erhöhung der Umgebungstemperatur sorgt im Tagesverlauf für eine Ausbreitung des Lagergutes bzw. der über dem Lagergut befindlichen Atmosphäre und führt somit über die Entlüftungsöffnungen des Tanks zu Emissionen. Durch eine Steigerung des Umgebungsdrucks bzw. eine Absenkung der Umgebungstemperatur gelangt Atmosphäre in den Tank und reichert sich mit dem Lagergut an, bis es zu einer erneuten Absenkung des Umgebungsdrucks bzw. einer Erhöhung der Umgebungstemperatur kommt. Durch Sonneneinstrahlung und eine ungünstige Farbgebung des Tanks kann der Effekt der Tankatmung noch verstärkt werden.

## Gegenmaßnahmen
Um der Tankatmung zu begegnen, werden Lagertanks in der Regel mit Anstrichen versehen, die gegenüber der Sonneneinstrahlung ein hohes Reflexionsvermögen aufweisen. Darüber hinaus werden sogenannte Vakuum-/Druckventile verwendet, die für einen geschlossenen Behälter sorgen, solange der technisch zulässige Über- bzw. Unterdruck nicht erreicht ist. Eine weitere Option zur Vermeidung von Emissionen aufgrund von Tankatmung ist die Verwendung von technisch aufwendigeren Schwimmdachtanks bzw. Festdachtanks mit Schwimmdecke. Diese sind insbesondere bei der Lagerung von Stoffen mit hohem Dampfdruck, wie z. B. Ottokraftstoffe, von Bedeutung.

## Auswirkungen
Die durch Tankatmung verursachten Emissionen eines mit Dieselkraftstoff befüllten Umschlagtanks mit einem Tankvolumen von 10.000 m³ werden mit ca. 120 kg/a veranschlagt. Die Emissionen durch Verdunstung und Tankatmung bei Kraftfahrzeugen betragen allein in Deutschland jährlich mehrere hunderttausend Tonnen Kohlenwasserstoffe.

## Sonstiges
Im Allgemeinen werden unter dem Begriff Tankatmung nur die Auswirkungen auf die Umgebung im Sinne des Umweltschutzes betrachtet. Durch Tankatmung kann aber auch das Lagergut beeinträchtigt werden (z. B. die Verunreinigung von Kraftstoffen mit Wasserdampf).
In Deutschland sind die Emissionswerte gesetzlich geregelt, z. B. durch die Verordnung zur Begrenzung der Emissionen flüchtiger organischer Verbindungen beim Umfüllen und Lagern von Ottokraftstoffen, Kraftstoffgemischen oder Rohbenzin. Die spezifizierten Werte verlangen oft eine Dämpferückgewinnungsanlage.